# Anna Bogali-Titovets
Anna Ivanovna Bogali-Titovets (en russe : Анна Ивановна Богалий-Титовец), née le 12 juin 1979 à Vologda, est une biathlète russe. Active dans l'élite mondiale entre 2000 et 2012, elle est double championne olympique de relais en 2006 et 2010.

## Biographie

### Débuts et premier titre mondial en relais (2001)
Ayant appris le biathlon au club de Mourmansk, où elle habite depuis l'âge de cinq ans, Anna Bogali-Titovets fait ses débuts internationaux aux Championnats du monde junior en 1998. Lors de l'édition 1999, elle gagne la médaille d'argent avec le relais. C'est lors de l'hiver 2000-2001, qu'elle découvre la Coupe du monde, montrant rapidement ses capacités avec ses premiers points à Pokljuka (deux fois treizième), lieu même où elle se retrouve sur le podium avec le relais. Lors de l'étape suivante, elle est même quatrième de l'individuel d'Osrblie. Pour ses premiers championnats du monde, elle est cinquième de l'individuel, puis part du relais avec Olga Medvedtseva, Galina Koukleva et Svetlana Ishmouratova remporte la médaille d'or et son premier titre en carrière. Aux Jeux olympiques d'hiver de 2002, elle est 18e du sprint et 19e de la poursuite. En 2003, elle gagne divers relais, dont celui des Championnats d'Europe.

### 2004-2005: trois victoires en Coupe du monde
La saison 2003-2004 est la meilleure de Bogali-Titovets en Coupe du monde, puisqu'elle se place cinquième du classement général. Au mois de décembre, elle s'impose sur la mass start de Pokljuka, obtenant à la fois son premier podium et victoire en Coupe du monde. Ensuite, elle gagne l'individuel d'Antholz, avant de se rendre aux Championnats du monde, où elle est médaillée d'argent du sprint puis de bronze de la poursuite et enfin l'argent au relais. Elle ajoute trois podiums dans des courses aux États-Unis pour finir la saison. 
En 2005, elle gagne de nouveau en Italie, sur l'individuel de Cesana San Sicario, site des Jeux olympiques 2006. Elle récupère le titre mondial du relais un mois plus tard.

### 2006: championne olympique de relais
Aux Jeux olympiques d'hiver de 2006, elle est seulement 35e sur l'individuel, mais remporte avec Ishmouratova, Zaïtseva et Akhatova le titre olympique du relais. Peu après, elle gagne son troisième titre de championne du monde et son premier sur le relais mixte. Elle obtient son seul podium individuel de l'hiver à la poursuite d'Oslo. En 2006-2007, seules deux victoires en relais à Hochfilzen et Ruhpolding sont à noter au palmarès de la biathlète. 

### Pause de deux ans puis deuxième titre olympique
Elle n'est plus vue en compétition après le mois de janvier pendant plus de deux ans. Elle donne naissance à son fils en 2009, avant d'exprimer son désir de retour à la compétition, dans l'optique des Jeux olympiques 2010.
Elle obtient sa sélection pour les Jeux olympiques d'hiver de 2010, après revenue à la compétition cet hiver après deux ans d'interruption. Elle la doit à ses bons résultats à Pokljuka : sixième de l'individuel, deuxième du sprint et troisième de la poursuite. Aux jeux, elle est 25e de l'individuel et surtout contribue à la victoire du relais avec Svetlana Sleptsova, Olga Medvedtseva et Olga Zaïtseva.
La biathlète prend sa retraite sportive en 2012, pour mieux s'occuper de son fils né en 2009.

## Palmarès

### Jeux olympiques
| Épreuve / Édition                              | Individuel | Sprint | Poursuite | Départ en masse                  | Relais                         |
| Jeux olympiques d'hiver de 2002 Salt Lake City | -          | 18e    | 19e       | Épreuve inexistante à cette date | -                              |
| Jeux olympiques d'hiver de 2006 Turin          | 35e        | -      | -         | -                                | Médaille d'or, Jeux olympiques |
| Jeux olympiques d'hiver de 2010 Vancouver      | 25e        | -      | -         | -                                | Médaille d'or, Jeux olympiques |

### Championnats du monde
| Épreuve / Édition                | Individuel                       | Sprint                           | Poursuite                        | Départ en masse                  | Relais                           | Relais mixte                     |
| Mondiaux 2001 Pokljuka           | 5e                               | -                                | -                                | -                                | Or                               | Épreuve inexistante à cette date |
| Mondiaux 2003 Khanty-Mansiïsk    | 39e                              | -                                | -                                | -                                | -                                | Épreuve inexistante à cette date |
| Mondiaux 2004 Oberhof            | 10e                              | Argent                           | Bronze                           | 4e                               | Argent                           | Épreuve inexistante à cette date |
| Mondiaux 2005 Hochfilzen         | 69e                              | 18e                              | 23e                              | -                                | Or                               | Épreuve inexistante à cette date |
| Mondiaux 2005 Khanty-Mansiïsk    | Épreuve inexistante à cette date | Épreuve inexistante à cette date | Épreuve inexistante à cette date | Épreuve inexistante à cette date | Épreuve inexistante à cette date | Argent                           |
| Mondiaux 2006 Pokljuka           | Épreuve inexistante à cette date | Épreuve inexistante à cette date | Épreuve inexistante à cette date | Épreuve inexistante à cette date | Épreuve inexistante à cette date | Or                               |
| Mondiaux 2007 Antholz-Anterselva | 51e                              | -                                | -                                | -                                | 7e                               | -                                |
| Mondiaux 2011 Khanty-Mansiïsk    | 21e                              | 20e                              | 11e                              | 22e                              | 8e                               | -                                |
| Mondiaux 2012 Ruhpolding         | -                                | 41e                              | 23e                              | -                                | 7e                               | -                                |

Légende :

 : épreuve inexistante

- : n'a pas participé à l'épreuve

### Coupe du monde
- Meilleur classement général : 5e en 2004.
- Selon l'Union internationale de biathlon qui comprend les podiums aux Jeux olympiques et Championnats du monde dans le total de celui de la Coupe du monde : 
  - 14 podiums individuels : 3 victoires, 6 deuxièmes places et 5 troisièmes places.
  - 24 podiums en relais : 14 victoires, 6 deuxièmes places et 4 troisièmes places.
  - 3 podiums en relais mixte : 2 victoires et 1 deuxième place.

#### Victoires
| Édition / Épreuve | Sprint | Poursuite | Individuel         | Mass start | Total |
| 2003-2004         |        |           | Antholz-Anterselva | Pokljuka   | 2     |
| 2004-2005         |        |           | Cesana San Sicario |            | 1     |
| Total             | 0      | 0         | 2                  | 1          | 3     |

#### Différents classements en Coupe du monde
| Année     | Classement général final | Sprint | Poursuite | Individuel | Mass start |
| 2000-2001 | 18e                      | 19e    | 18e       | 7e         | 26e        |
| 2001-2002 | 16e                      | 16e    | 25e       | 17e        | 11e        |
| 2002-2003 | 24e                      | 16e    | 24e       | 48e        | 23e        |
| 2003-2004 | 5e                       | 10e    | 8e        | 2e         | 2e         |
| 2004-2005 | 15e                      | 14e    | 17e       | 11e        | 12e        |
| 2005-2006 | 23e                      | 26e    | 16e       | 25e        | 31e        |
| 2006-2007 | 41e                      | 36e    | 57e       | 34e        | 42e        |
| 2009-2010 | 27e                      | 26e    | 21e       | 28e        | 29e        |
| 2010-2011 | 20e                      | 18e    | 19e       | 48e        | 11e        |
| 2011-2012 | 17e                      | 15e    | 16e       | 53e        | 21e        |

### Championnats d'Europe
- Médaille d'or du relais en 2003 et 2005.
- Médaille de bronze du sprint, de la poursuite et de l'individuel en 2005.

### Championnats du monde junior
- Médaille d'argent du relais en 1999.

### Championnats du monde de biathlon d'été
- Médaille d'argent du relais mixte en 2009.

### Championnats de Russie
- Championne de l'individuel en 2012.